# Рачински хребет
Рачинският хребет (на грузински: რაჭის ქედი; на руски: Рачинский хребет) е планински хребет в Голям Кавказ, простиращ се от запад на изток, в северната част на Грузия, между долините на реките Риони и левият ѝ приток Джорджора на запад и север, Голяма Лиахви (ляв приток на Кура) на изток и Квирила (ляв приток на Риони на юг. Източната част на хребета е разположен на територията на историко-географската област Южна Осетия На североизток се свързва с Главния (Водоразделен) хребет на Голям Кавказ. Максимална височина връх Лебериусмна 2862 m, (42°27′34″ с. ш. 43°39′05″ и. д. / 42.459444° с. ш. 43.651389° и. д.), издигащ се в източната му част, на територията на Южна Осетия, южно от селището от градски тип Кваиси. Изграден е от варовици, порфирити и туфогенни шисти. Силно развити карстови форми. В западната му част Шаорската котловина представлява обширно карстово поле, което е завирено и превърнато в Шаорското водохранилище. На север и запад текат малки, къси и бурни реки леви притоци на Риони. От източната му част извира река Квирила, а по южните му склонове се спускат множество потоци и малки реки десни притоци на Квирила. Покрит е с гъсти широколистни (основно бук) и тъмни иглолистни гори, а най-високите му части са заети от субалпийски и алпийски пасища. В северното му подножие, по долината на река Риони са разположени градовете Амбролаури и Они, а по долината на река Джорджора сгт Кваиси. По южното му подножие са разположени градовете Ткибули (център на въглищни находища), Чиатура и Сачхере (последните два по долината на река Квирила).

## Топографска карта
- К-38-XIV М 1:200000[2]